# Manulea exigua
Manulea exigua är en flenörtsväxtart som beskrevs av O.M. Hilliard. Manulea exigua ingår i släktet Manulea och familjen flenörtsväxter. Inga underarter finns listade i Catalogue of Life.